# Gagea daghestanica
Gagea daghestanica är en liljeväxtart som beskrevs av Igor Germanovich Levichev och Murtaz. Gagea daghestanica ingår i Vårlökssläktet och i familjen liljeväxter. Inga underarter finns listade.